# Proença-a-Nova (freguesia)
Proença-a-Nova is een plaats (freguesia) in de Portugese gemeente Proença-a-Nova en telt 4675 inwoners (2001).